# Królewskie Bagno
Królewskie Bagno – przysiółek wsi Nowy Konik w Polsce, położony w województwie mazowieckim, w powiecie mińskim, w gminie Halinów. Leży na zachód od Nowego Konika, blisko granicy z Sulejówkiem. Według państwowego rejestru nazw geograficznych przysiółek to część wsi o identyfikatorze 62326.
Dawniej samodzielna wieś, w latach 1867–1930 w gminie Wiązowna w powiecie warszawskim. W 1921 roku Królewskie Bagno liczyło 81 mieszkańców.
1 kwietnia 1930 Królewskie Bagno włączono do gminy Okuniew w tymże powiecie. 20 października 1933 utworzono gromadę Królewskie Bagno w granicach gminy Okuniew, składającą się z trzech wsi: Królewskie Bagno, Królewskie Brzeziny i Konik Nowy.
Podczas II wojny światowej w Generalnym Gubernatorstwie, w dystrykcie warszawskim. Według spisu z 1943 gromada Królewskie Bagno już nie występuje, figuruje natomiast nowa gromada Konik Nowy, licząca 179 mieszkańców.
W latach 1975–1998 miejscowość administracyjnie należała do województwa warszawskiego.